# Feiurdeni
Feiurdeni – wieś w Rumunii, w okręgu Kluż, w gminie Chinteni. W 2011 roku liczyła 349 mieszkańców.